# Sussudio
Sussudio is een nummer van de Britse muzikant Phil Collins, wat in januari 1985 op single werd uitgebracht.

## Achtergrond
Sussudio is het eerste nummer van Collins' derde album No Jacket Required uit 1985 en werd wereldwijd een hit. Zowel de single als het album bereikten in de Verenigde Staten de nummer 1-positie in de Billboard Hot 100. In thuisland het Verenigd Koninkrijk bereikte de single de 12e positie in de UK Singles Chart.
In Nederland was de plaat op vrijdag 18 januari de 3e Veronica Alarmschijf van 1985 op Hilversum 3 en werd een gigantische hit in de destijds drie landelijke hitlijsten op de nationale publieke popzender. De plaat bereikte de 3e positie in de Nederlandse Top 40, de 12e positie in de Nationale Hitparade en de 4e positie in de TROS Top 50. In de Europese hitlijst op Hilversum 3, de TROS Europarade, werd de 7e positie behaald.
In België bereikte de plaat de 6e positie in zowel de voorloper van de Vlaamse Ultratop 50 als de Vlaamse Radio 2 Top 30. In Wallonië werd géén notering behaald.
"Sussudio" is een fictieve naam voor een meisje dat symbool zou staan voor elk willekeurig meisje. Het lied gaat over het verliefd zijn in de jeugd.
De drums in het nummer zijn een Oberheim DMX en Roland TR-909. De synthesizer is een Minimoog en een Sequential Circuits Prophet 5 begeleidt het nummer. Zoals in veel van Collins' nummers is er een volle blazerssectie aanwezig.
Hoewel Sussudio een nummer één hit was, en altijd populair blijft op radiostations met jaren 80' muziek, staat Sussudio op nummer 24 in VH1's "50 Slechtste Nummers Ooit".
De baslijn in het nummer vertoont veel gelijkenis met die van het nummer "1999" van Prince. Toen Collins hierover werd gevraagd, antwoordde hij dat hij een groot fan van Prince is.

## Nummerlijst

### 7": Virgin / VS736 (VK)
1. "Sussudio"
2. "The Man With the Horn"

### 12": Virgin / VS736-12 (VK)
1. "Sussudio (Extended Remix)"
2. "Sussudio"
3. "The Man With the Horn"

## Hitnoteringen

### Nederlandse Top 40
| Hitnotering: 26-01-1985 t/m 13-04-1985 | Hitnotering: 26-01-1985 t/m 13-04-1985 | Hitnotering: 26-01-1985 t/m 13-04-1985 | Hitnotering: 26-01-1985 t/m 13-04-1985 | Hitnotering: 26-01-1985 t/m 13-04-1985 | Hitnotering: 26-01-1985 t/m 13-04-1985 | Hitnotering: 26-01-1985 t/m 13-04-1985 | Hitnotering: 26-01-1985 t/m 13-04-1985 | Hitnotering: 26-01-1985 t/m 13-04-1985 | Hitnotering: 26-01-1985 t/m 13-04-1985 | Hitnotering: 26-01-1985 t/m 13-04-1985 | Hitnotering: 26-01-1985 t/m 13-04-1985 | Hitnotering: 26-01-1985 t/m 13-04-1985 | Hitnotering: 26-01-1985 t/m 13-04-1985 |
| Week:                                  | 1                                      | 2                                      | 3                                      | 4                                      | 5                                      | 6                                      | 7                                      | 8                                      | 9                                      | 10                                     | 11                                     | 12                                     |                                        |
| -------------------------------------- | -------------------------------------- | -------------------------------------- | -------------------------------------- | -------------------------------------- | -------------------------------------- | -------------------------------------- | -------------------------------------- | -------------------------------------- | -------------------------------------- | -------------------------------------- | -------------------------------------- | -------------------------------------- | -------------------------------------- |
| Positie:                               | 29                                     | 22                                     | 14                                     | 10                                     | 8                                      | 6                                      | 3                                      | 5                                      | 7                                      | 12                                     | 21                                     | 24                                     | uit                                    |

### Nationale Hitparade
| Hitnotering: 02-02-1985 t/m 13-04-1985 | Hitnotering: 02-02-1985 t/m 13-04-1985 | Hitnotering: 02-02-1985 t/m 13-04-1985 | Hitnotering: 02-02-1985 t/m 13-04-1985 | Hitnotering: 02-02-1985 t/m 13-04-1985 | Hitnotering: 02-02-1985 t/m 13-04-1985 | Hitnotering: 02-02-1985 t/m 13-04-1985 | Hitnotering: 02-02-1985 t/m 13-04-1985 | Hitnotering: 02-02-1985 t/m 13-04-1985 | Hitnotering: 02-02-1985 t/m 13-04-1985 | Hitnotering: 02-02-1985 t/m 13-04-1985 | Hitnotering: 02-02-1985 t/m 13-04-1985 | Hitnotering: 02-02-1985 t/m 13-04-1985 |
| Week:                                  | 1                                      | 2                                      | 3                                      | 4                                      | 5                                      | 6                                      | 7                                      | 8                                      | 9                                      | 10                                     | 11                                     |                                        |
| -------------------------------------- | -------------------------------------- | -------------------------------------- | -------------------------------------- | -------------------------------------- | -------------------------------------- | -------------------------------------- | -------------------------------------- | -------------------------------------- | -------------------------------------- | -------------------------------------- | -------------------------------------- | -------------------------------------- |
| Positie:                               | 31                                     | 13                                     | 15                                     | 13                                     | 12                                     | 13                                     | 13                                     | 15                                     | 20                                     | 33                                     | 45                                     | uit                                    |

### TROS Top 50
Hitnotering: 24-01-1985 t/m 11-04-1985. Hoogste notering: #4 (2 weken).

### TROS Europarade
Hitnotering: 25-02-1985 t/m 25-04-1985. Hoogste notering: #7 (2 weken).

### NPO Radio 2 Top 2000
| Nummer met noteringen in de NPO Radio 2 Top 2000 | '99  | '00 | '01  | '02  | '03  | '04  | '05  | '06  | '07 | '08  |
| ------------------------------------------------ | ---- | --- | ---- | ---- | ---- | ---- | ---- | ---- | --- | ---- |
| Sussudio                                         | 1681 | -   | 1349 | 1645 | 1640 | 1807 | 1644 | 1820 | -   | 1904 |

1. ↑  Een '-' betekent dat het nummer niet was genoteerd en een vetgedrukt getal geeft de hoogste notering aan.
2. ↑  Deze tabel is bijgewerkt tot en met de laatste editie (2024).